# Zadnia Kopa Sołtysia
Zadnia Kopa Sołtysia (1420 m) – szczyt w paśmie reglowym Tatr Wysokich w grupie Kop Sołtysich. Znajduje się w odległości 500 m (w prostej linii) na północ od Ostrego Wierchu (1475 m), od którego oddziela go Zadnia Przełęcz Sołtysia (1386 m). Zadnia Kopa Sołtysia jest zwornikiem; grzbiet biegnący od Ostrego Wierchu rozgałęzia się na niej na dwa grzbiety:
- północno-zachodni grzbiet Kop Sołtysich, oddzielający Jaworzyński Żleb i Dolinę Łężną po wschodniej stronie od dolinki Skalnite i żlebu Podspad po zachodniej stronie,
- grzbiet północno-wschodni o nazwie Przysłop Filipczański, oddzielający Jaworzyński Żleb i Dolinę Łężną po zachodniej stronie od doliny Filipki po wschodniej stronie[1].

U północnych podnóży Zadniej Kopy Sołtysiej znajduje się lej źródliskowy Jaworzyńskiego Żlebu. Ze źródełka na wysokości 1265 m wypływa w nim Łężny Potok. Szczyt i stoki porasta las świerkowy, ale na stokach wschodnich oraz na grzbiecie Przysłopu Filipczańskiego znajdują się jeszcze trawiaste obszary, obecnie zarastające lasem. To pozostałości dawnej hali Kopy Sołtysie.

## Przypisy

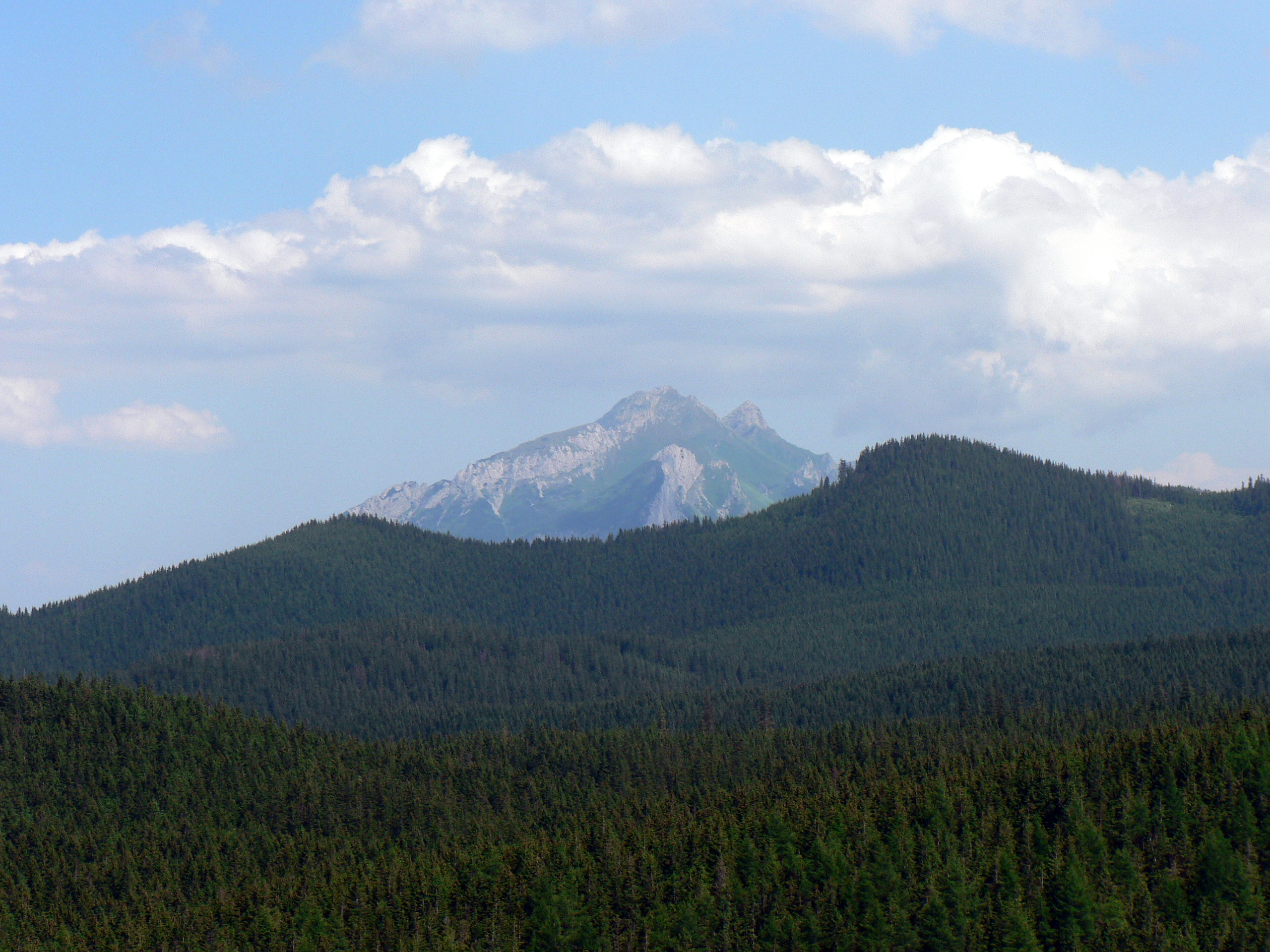
Zadnia Kopa Sołtysia i Ostry Wierch. W tle Tatry Bielskie. Widok z Wielkiego Kopieńca